# Wubana reminiscens
Wubana reminiscens là một loài nhện trong họ Linyphiidae.
Loài này thuộc chi Wubana. Wubana reminiscens được Ralph Vary Chamberlin miêu tả năm 1949.